# ヘザルフェン・アフメト・チェレビ
ヘザルフェン・アフメト・チェレビ（Hezârfen Ahmet Çelebi 、1609年 - 1640年）はオスマン帝国時代の発明家。17世紀、イスタンブールで、人工の翼を使って飛行に成功したと伝えられる。

## 飛行
17世紀の旅行家エヴリヤ・チェレビ（Evliyâ Çelebi）が記録した話によると、ヘザルフェン・アフメト・チェレビは1630年から32年にかけて、人工の翼を用いてイスタンブールのガラタ塔（Galata Tower）の上から滑空し、約3000メートルを飛んで辛うじてボスポラス海峡を越え、ユスキュダルのドアンヂュラル（Doğancılar ）広場へ成功裏に着陸した。
他の多くの分野にまたがる深い知識のため、エヴリヤ・チェレビはアフメト・チェレビに"Hezârfen"、すなわち「千の学問」（博学者）の称号を与えている。スルタンのムラト4世は褒美としてアフメト・チェレビに黄金の財布を与えたが、後に彼はチェレビをアルジェリアへ流刑にしている。チェレビはその地で死んだ。
彼と同様の飛行を試みたことが知られている人物には、アッバース・イブン・フィルナス（9世紀スペインのムーア人国家出身の学者、飛行家）やマルムズベリーのエイルマー（11世紀イングランドの修道士）などがいる。ただしこの二人は着陸時に負傷を免れなかった。
ヘザルフェンの兄弟、ラガリ・ハサン・チェレビもまた飛行を（火薬ロケットを使って）行なったと言われる。彼らの飛行成功の情報はすぐに（遅くとも1638年には）イングランドに伝わった。ジョン・ウィルキンズが1638年の著書"Discovery of a World in Moone"でそれについて言及をしている。

## 大衆文化において
ヘザルフェン・アフメト・チェレビの偉業に関する、エヴリヤ・チェレビの報告は（10巻の著作中で）たったの3センテンスに過ぎない。しかしこの話はトルコにおいて広く普及している。イスタンブールにある三つの空港のうち一つは、「ヘザルフェン空港」を意味する名前である。そして映画"İstanbul Kanatlarımın Altında"（Istanbul Under My Wings, 1996）は、エヴリヤ・チェレビを語り手に、ヘザルフェン・アフメト・チェレビおよび兄弟ラガリ・ハサン・チェレビの人生と、17世紀初期のオスマン帝国社会を描いた作品である。
なお、「新・オスマン帝国外伝〜影の女帝キョセム〜」でも皇帝ムラト4世お抱えの学者でエヴリヤ・チェレビの友人として登場する。